# Adolf Jeziorański
Adolf Jeziorański – podporucznik w powstaniu listopadowym. Wzięty do niewoli rosyjskiej, zesłany do Jarańska w guberni wiackiej.